# XXL (película)
XXL es una película de cine española dirigida por Julio Sánchez Valdés.

## Reparto
- Óscar Jaenada como Fali.
- Mónica Godoy como Lidia.
- Antonio Dechent como César.
- Miriam Díaz-Aroca como Andrea.
- Iván Massagué como Laski.
- Pablo Vega como Oso.
- Juanfra Juárez como Bolinga.
- Rebeca Valls como Teresa.
- Muriel como Sole.
- Francisco Piquer como Gaspar.
- Juan Alberto López como Richard.
- Mónica Cano como Antonia.
- Alejandro Cano como Javier.
- Cristina Castaño como Rubia.
- Fernando Mato como Extra.

## Sinopsis
Fali es un chaval de veinte años que vive con su madre y trabaja como repartidor en un supermercado, una tapadera perfecta para ejercer de gigoló entre las amas de casa más desatendidas. Su sueño es comprarse un cochazo de lujo, y por eso ahorra celosamente todo lo que gana. Mientras llega el momento, Fali deambula por el barrio con sus amigos Paco el Oso, Laski y Bolinga. También ellos aspiran a grandes cosas; Paco es guardia de seguridad y entrena para ser boxeador. Laski todavía no ha visto una mujer de cerca, pero no deja de pensar en el sexo; tanta práctica en solitario le ha convertido en un auténtico activista del amor propio. Bolinga, estudiante de segundo de Psicología, aspira a convertirse en empresario horticultor en la ilegal rama de la marihuana casera.